# Kabadüz
Kabadüz ist eine Stadtgemeinde (Belediye) im gleichnamigen Ilçe (Landkreis) der Provinz Ordu am Schwarzen Meer und gleichzeitig ein Stadtbezirk der 2013 geschaffenen Büyüksehir belediyesi Ordu (Großstadtgemeinde/Metropolprovinz) in der Türkei. Seit der Gebietsreform 2013 ist die Gemeinde flächen- und einwohnermäßig identisch mit dem Landkreis. Kabadüz liegt ca. 15 km südlich der Provinzhauptstadt Altınordu, dem „alten“ Ordu, und grenzt im Osten an die Provinz  Giresun.
Bis zu seiner Selbständigkeit war Kabadüz ein Bucak (mit 19 Dörfern und dem Verwaltungssitz) im zentralen Landkreis (Merkez) der Provinz. Das Gesetz Nr. 3644 machte ihn unabhängig.
(Bis) Ende 2012 bestand der Landkreis neben der Kreisstadt aus der Stadtgemeinde (Belediye) Yokuşdibi sowie elf Dörfern (Köy), die während der Verwaltungsreform 2013 in Mahalle (Stadtviertel, Ortsteile) überführt wurden, die drei existierenden Mahalle der Kreisstadt blieben erhalten. Den Mahalle steht ein Muhtar als oberster Beamter vor.
Ende 2020 lebten durchschnittlich 436 Menschen in jedem dieser 19 Mahalle, 1.152 Einw. im bevölkerungsreichsten (Kabadüz Mah.).